# Ronnie Baker
Pour les articles homonymes, voir Baker.
Ne doit pas être confondu avec Ron Baker.
Ronnie Baker (né le 15 octobre 1993 à Louisville) est un athlète américain, spécialiste du sprint.

## Biographie
Il remporte les titres NCAA du 60 m en salle en 2015 et 2016. Le 5 mars 2017, il remporte le titre national en salle à Albuquerque sur 60 m en 6 s 45.
Le 15 avril 2017, il court le 100 m en 9 s 99 à Torrance (El Camino), ce qui le qualifie pour les Relais mondiaux de 2017 où il remporte la médaille d'or du 4 x 100 m. Il porte ensuite son record personnel à 9 s 98 le 21 mai lors du Jamaica International Invitational, seulement battu dans la course par Yohan Blake (9 s 93). il remporte le 100 m du Prefontaine Classic en 9 s 86 avec un vent supérieur à la limite autorisée de 2,4 m/s.
Le 18 février 2018, Ronnie Baker devient vice-champion des Etats-Unis du 60 en 6 s 40, la troisième meilleure performance mondiale de tous les temps. L'ancien record du monde, 6 s 39 par Maurice Greene en 1998 et 2001, est battu dans cette course par Christian Coleman en 6 s 34. Le 3 mars, dans la course la plus relevée de l'histoire pour un podium, Ronnie Baker décroche la médaille de bronze des championnats du monde en salle de Birmingham en 6 s 44, derrière Christian Coleman (6 s 37) et Su Bingtian (6 s 42). Le 31 mai 2018, il porte son record personnel à 9 s 93 lors du Golden Gala de Rome devant Jimmy Vicaut et Filippo Tortu.
Le 22 juin, il devient vice-champion des Etats-Unis du 100 m, à Des Moines, assorti d'un nouveau record personnel en 9 s 90. Il est devancé par Noah Lyles, auteur de la meilleure performance mondiale de l'année en 9 s 88. Le 30 juin, il égale la meilleure performance mondiale de l'année et améliore son record de 2 centièmes lors du Meeting de Paris.
Le 22 août 2018, lors du Mémorial en honneur de Kamila Skolimowska à Chorzów (Stadion Śląski), il établit son nouveau record personnel en courant 9 s 87 et améliore la Meilleure performance mondiale de l'année. Il bat également le record du meeting détenu par Usain Bolt depuis 2014 en 9 s 98.

## Palmarès
| Date | Compétition                        | Lieu                               | Résultat | Épreuve   | Temps   |
| ---- | ---------------------------------- | ---------------------------------- | -------- | --------- | ------- |
| 2015 | Universiade                        | Gwangju                            | 4e       | 100 m     | 10 s 17 |
| 2017 | Relais mondiaux de l'IAAF          | Nassau                             | 1er      | 4 × 100 m | 38 s 43 |
| 2017 | Ligue de diamant                   | Ligue de diamant                   | 3e       | 100 m     | 10 s 01 |
| 2018 | Championnats du monde en salle     | Birmingham                         | 3e       | 60 m      | 6 s 44  |
| 2018 | Ligue de diamant                   | Ligue de diamant                   | 2e       | 100 m     | 9 s 93  |
| 2020 | Circuit mondial en salle de l'IAAF | Circuit mondial en salle de l'IAAF | 1er      | 60 m      | détails |
| 2021 | Jeux olympiques                    | Tokyo                              | 5e       | 100 m     | 9 s 95  |

## Records
| Épreuve | Temps  | Lieu        | Date            |
| ------- | ------ | ----------- | --------------- |
| 60 m    | 6 s 40 | Albuquerque | 18 février 2018 |
| 100 m   | 9 s 83 | Tokyo       | 1er août 2021   |